# G7 Welcoming Committee
G7 Welcoming Committee (G7WC, Komitet Powitalny G7) – niezależna wytwórnia muzyczna z Kanady. Została założona przez dwóch członków grupy Propagandhi oraz ich przyjaciela w 1997 roku. Wytwórnia działa w myśl zasady ekonomii uczestniczącej (Parecon), unikając dzięki temu hierarchizacji oraz naśladowania struktur kapitalistycznych.
Artyści wydawani przez G7WC to głównie zespoły o radykalnym, wolnościowym przekazie. Dla wytwórni nagrywają także mówcy, radykalni krytycy polityczni jak na przykład: Noam Chomsky.
Nazwa wytwórni odnosi się do grupy G7 (dzisiejszego G8): G7 Welcoming Committee to idea oporu /.../ 'Komitet Powitalny', który powie im poprzez słowa i czyny, co myślimy o ich władzy, ich neokolonializmie, na świecie i tu, w domu, i że ludzie wolą się im przeciwstawić. Siedziba wytwórni mieści się w Strefie Autonomicznej przy Starym Rynku (The Old Market Autonomous Zone) w Winnipeg.
Założyciele wytwórni prowadzą także audycję radiową nadawaną przez internet.

## Lista Artystów
- ...But Alive
- Bakunin's Bum
- Che: Chapter 127
- Clann Zú
- Consolidated
- GFK
- Giant Sons
- Greg MacPherson
- Head Hits Concrete
- Hiretsukan
- I Spy
- Jamaica Plain
- Malefaction
- Mico
- Propagandhi
- Randy
- Rhythm Activism
- Subhumans
- Submission Hold
- Swallowing Shit
- The (International) Noise Conspiracy
- The Rebel Spell
- The Weakerthans
- Warsawpack

Autorzy tak zwanych "płyt mówionych" (spoken word):
- Noam Chomsky
- Howard Zinn
- Ann Hansen
- Ward Churchill

## Kompilacje
- Return of the Read Menace (1999)
- Take Penacilin Now (2005)